# Exoprosopa luteicosta
Exoprosopa luteicosta är en tvåvingeart som beskrevs av Mario Bezzi 1921. Exoprosopa luteicosta ingår i släktet Exoprosopa och familjen svävflugor. Inga underarter finns listade i Catalogue of Life.